# كتاب غينيس لعلم الفلك
كتاب غينيس لعلم الفلك هو كتاب (ISBN 0-85112-375-9) بواسطة عالم الفلك البيريطاني باتريك مور، نشر أول مرة عام 1979 ويعمل على سبع طبعات. "1"
أول جزء من الكتاب مكتوب مثل كتاب غينيس للارقام القياسية، مع فقرات مثل «النجم الأكثر اضاءة», «النجم الأبعد», وما إلى ذلك.تم شرح كائنات النظام الشمسي بالتفصيل.
الجزء الثاني عبارة عن مفصل سماء اطلس لملاحظات هواة علم الفلك: لكل كوكبة، قائمة النجوم الساطعة والخافتة، أجسام قريبة من الأرض في اعالي السماء وايضا يتم اعطاء القارئ كائنات بارزة أخرى، جداول الكائنات كاملة لدرجة أن هذا الكتاب وحده يكفي لأشهر من الملاحظات باستخدام التلسكوبات الصغيرة.